# Lyriothemis hirundo
Lyriothemis hirundo is een libellensoort uit de familie van de korenbouten (Libellulidae), onderorde echte libellen (Anisoptera).
De wetenschappelijke naam Lyriothemis hirundo is voor het eerst geldig gepubliceerd in 1913 door Ris.